# Patalan (Jetis)
Patalan is een bestuurslaag in het regentschap Bantul van de provincie Jogjakarta, Indonesië. Patalan telt 10.923 inwoners (volkstelling 2010).